# オフィスコットン
株式会社オフィスコットンは、日本の芸能事務所。日本音楽事業者協会加盟社。1996年12月、幅広い分野でそれぞれに活躍し、世代を超えて愛される人材の開発・育成を目指して設立。

## 所属タレント
2021年6月1日時点

| - 金田賢一 - 岡田美里 - 石井明美 - 矢部美穂 - 松阪ゆうき | - 翠 千賀 - 大西結花 - 黒木優子 - 中川祐子 - 高橋みき | - 宝海大空 - 嘉蓮 |

### 業務提携
- 松永安優美
- 平本憲孝
- 髙橋裕樹
- 大石裕樹
- 千代田真紀
- 東紗友美
- 美樹克彦

### 過去
- 蘭乃はな
- 烏丸せつこ
- 木戸口なな
- クラッセン瑠里香
- 城山未帆
- 南部なおと
- 片岡暁孝
- 美3（ビースリー）
- 辻本伸太郎
- 岡本龍太郎
- 坂井邦先
- 歌原奈緒
- 服部浩子
- 里美こうた
- 水月星司
- 杉山みどり
- 土谷嘉良子
- 常世晶子
- 伊藤里奈
- 小沢あきこ
- 清水若菜
- 山田さつき
- 大谷速人
- 日向野祥
- カムイ
- 高野人母美（TOMOMI）
- 稼木美優
- 松浦正太郎
- クリス優
- エレン・ロクサナ
- 清水若菜